# Cencreia
Cencreia (em grego Κεγχρεαί) foi uma antiga cidade portuária situada aproximadamente 8 km a sudeste da moderna Corinto, na Grécia.

## História
Nos tempos antigos, Cencreia era um dos dois portos da cidade-estado de Corinto. Enquanto Cencreia servia as rotas comerciais orientais através do Golfo Sarónico, Lequeu situada no Golfo de Corinto servia as rotas comerciais que levavam a oeste para a Itália e o resto da Europa. Situado no lado oriental do Istmo de Corinto, Cencreia ficava em uma encruzilhada natural para os navios que chegavam do leste e do tráfego terrestre rumo ao norte e ao sul, entre a Grécia central e o Peloponeso. A origem de Cencreia é desconhecida, mas deve ter sido habitada desde os tempos primitivos, provavelmente na pré-história, por causa do porto natural profundo que era favorável para os navios de desembarque. A área é dotada de abundantes fontes de água, uma rocha maciça de calcário oolítico da qual é extraída uma excelente pedra de construção, e várias posições defensáveis com bons pontos de vista.
As fontes textuais mais antigas de Cencreia, um epitáfio do período arcaico tardio (séculos VI e V BC) e referências em escritos históricos e geográficos das eras clássica e helenística (séculos V ao II BC), revelam que havia um permanente assentamento e um porto naval fortificado. Poucos vestígios arqueológicos sobrevivem deste assentamento inicial, mas parece ter sido localizado a oeste da costa moderna, ao longo da crista proeminente que faz fronteira com o vilarejo moderno ao norte.
Cencreia floresceu durante o Império Romano, quando o assentamento se concentrou em torno do porto em forma de meia-lua cercado por enormes quebra-mares de concreto e protegido por muros marítimos. A comunidade local era pequena mas próspera, e se distinguia pela diversidade social, cultural e religiosa. Literatura antiga e inscrições do local atestam a presença de cultos a Afrodite, Ísis, Esculápio, Poseidon, Dioniso e Pan. Evidências arqueológicas indicam que o comércio com outras regiões do Mediterrâneo continuou até o século VII.

### Cencreia no contexto bíblico
O cristianismo também chegou a Cencreia no início de sua história, sendo a cidade mencionada por duas vezes na Bíblia, no capítulo 18 do livro de Atos dos Apóstolos, e no capítulo 16 da Epístola aos Romanos. 
De acordo com Atos 18:18 o apóstolo Paulo saiu de Corinto juntamente com Priscila e Áquila e pararam em Cencreia durante a segunda viagem missionária, onde o apóstolo cortou o cabelo para cumprir um voto de nazireu, de onde prosseguiram viagem para Éfeso. 
Já na sua carta aos Romanos o apóstolo Paulo recomenda a igreja que está em Roma «Febe, nossa irmã, a qual serve na igreja que está em Cencreia, para que a recebais no Senhor, como convém aos santos, e a ajudeis em qualquer coisa que de vós necessitar; porque tem hospedado a muitos, como também a mim mesmo» (Romanos 16:1-2).